# Kis Vuk
Kis Vuk vereinzelt auch „Vuk 2“(englischer Titel: „A Fox’s Tale“) ist eine 3D-animierte Fortsetzung des Zeichentrickfilms Vuk.
Das Budget für Kis Vuk betrug umgerechnet fünf Millionen Euro.
Ursprünglich für 2007 geplant, wurde der Kinostart mehrfach bis letztlich auf den 17. April 2008 verschoben. Kis Vuk war ein Flop mit miserablen Kritiken und befand sich lange auf der IMDb-Liste der 100 schlechtesten Filme. Auf Deutsch ist der Film nicht erschienen. In Ungarn wurden dennoch DVDs, CDs, Bücher, Puzzles und Memorys von Kis Vuk auf den Markt gebracht.

## Handlung
Irgendwo in den Wäldern Ungarns, lebt Vuks Sohn zusammen mit seinen Eltern, weiteren Füchsen und weiteren Waldbewohnern, wie Wildschweine, Hasen, Eichhörnchen und eine rappende Krähe. Eines Nachts gehen Vuk und sein Sohn auf die Jagd und bemerken das am Waldrand gerade ein Zirkus gastiert. Anna Conda, eine rothaarige Schlangenbeschwörerin die Elektroschocks einsetzt, ist eine kaltherzige Person die keinen Respekt vor Tieren hat, dennoch plagen sie Gewissensbisse da sie die Schuld an einem Unfall trug wo eine andere Frau und Mutter ums Leben gekommen ist, auch ihr Mann der Zirkusdirektor ist nicht wirklich sympathisch. Der kleine Vuk warnt die Waldtiere das die Menschen kommen, doch keiner nimmt ihn ernst, dann tauchen auch schon Jäger auf der Waldlichtung auf, und eröffnen das Feuer auf die Waldtiere, ein paar von ihnen darunter auch die Mutter vom kleinen Vuk werden getötet, letztere schafft es noch mit letzter Kraft ihren Sohn in Sicherheit zu bringen, der Vater vom kleinen Vuk wird eingefangen. Kleiner Vuk und sein Freund Stubbs folgen Vuks Geruch zum Zirkus, doch die Jäger schwermen erneut aus um Waldtiere für den Zirkus einzufangen, der kleine Vuk wird von einem Betäubungspfeil getroffen, doch Stubbs kann ihn gerade noch unter Ästen und Blättern verstecken, später findet Alex ein Junge der im Rollstuhl sitzt den völlig benommenden Fuchs und bringt ihn zu seinem Vater der wie Albert Einstein aussieht, dieser untersucht den jungen Fuchs gründlich, kann die giftige Pfeilspitze entfernen und gibt ihm Riechsalz. Alex bringt ihn in den Wald zurück, doch der kleine Vuk kehrt zum Zirkus zurück, und findet in einem Zirkuswagen seinen Vater und weitere Füchse die im Zirkus als Akrobaten eingesetzt werden, darunter auch die Fuchsdame Darcey mit himbeerroten Fell, die beiden verlieben sich sofort. Vuk, sein Sohn und Darcey schaffen es zu fliehen, Vuk und sein Sohn werden erneut eingefangen, Alex und das Zirkusmädchen Arabella verhelfen dem kleinen Vuk zur Flucht, Anna Conda bemerkt das und verfolgt Alex, der kleine Vuk kann den auf ihn angesetzten Jagdhunden entkommen und Alex vor Anna Conda retten. Alex kann seinen Vater nur schwer davon überzeugen das Anna Conda ihn töten wollte. Der kleine Vuk und Darcey können die anderen Waldtiere zu einem Befreiungskampf gegen den Zirkus überreden, Vuk tut dasselbe mit den Zirkustieren, darunter Löwe, Bär und ein Affe. Am Abend der Vorstellung stürmen die Tiere den Zirkus, während das Publikum jubelt, befreien Alex und Arabella die gefangenen Zirkustiere bzw. Waldtiere. Anna Conda jagt den Kindern nach, Arabella versucht über einen Baumstamm über eine große Felsspalte zu fliehen, doch sie rutscht ab, während die Zirkustiere Anna Conda in Schach halten, retten Alex der es aus seinem Rollstuhl geschafft hat, und der kleine Vuk und Darcey gemeinsam Arabella. Alex Vater und die Polizei kommen angefangen, Anna Conda und ihr Mann der Zirkusdirektor werden verhaftet. Der stolze Vuk entfernt sich damit sein Sohn und Darcey in Ruhe schmusen können, der gemeinsamen Zukunft der beiden Jungfüchse steht nun nichts mehr im Weg.